# オペラ＝バレ
オペラ＝バレ（オペラ＝バレエ、opéra-ballet）またはバレ・ア・アントレ（ballet à entrées） は、フランス・バロック・オペラの人気のあったジャンルのこと。

## 構造
オペラ＝バレは、ジャン＝バティスト・リュリが実践していた高尚な叙情悲劇（音楽悲劇）とは異なる。叙情悲劇より多くの舞踏音楽が含まれ、筋は必ずしも古代ギリシア・ローマ神話から引いてこなくてもよく、さらに、リュリが『テセウス』（Thésée, 1675年）以降の叙情悲劇から排除していた喜劇的な要素が許された。オペラ＝バレを構成するものはプロローグと、アントレ（entrées：普通は「入場」の意味）と呼ばれる多くのアクト（幕）で、それらが単一のテーマの回りに緩く集まっていた。個々のアクトは独立したものとして上演することもでき、その場合はアクト・ド・バレ（actes de ballet）と呼ばれた。

## 代表的なオペラ＝バレ
オペラ＝バレの最初の作品は普通、アンドレ・カンプラの『華麗なるヨーロッパ』（1697年）とされている。他には、ジャン＝フィリップ・ラモーの『優雅なインドの国々』（1735年）、『エベの祭典』（1739年）などが有名である。
- アンドレ・カンプラ『華麗なるヨーロッパ』（L'Europe galante）
- アンドレ・カンプラ『ヴェニスのカーニバル』（Le carnaval de Venise, 1699年）
- アンドレ・カンプラ『ヴェネツィアの宴』（Les fêtes vénitiennes, 1710年）
- アンドレ・カンプラ『Les âges』（1718年）
- ジャン＝フィリップ・ラモー『優雅なインドの国々』（Les Indes galantes）
- ジャン＝フィリップ・ラモー『エベの祭典』（en:Les fêtes d'Hébé）
- ジョゼフ・ボダン・ド・ボワモルティエ『大公妃邸のドンキホーテ』（Don Quichotte chez la Duchesse, 1743年）
- ジャン＝フィリップ・ラモー『愛神の驚き』（Les surprises de l'Amour, 1748年）
- アンドレ＝エルネスト＝モデスト・グレトリ『カイロの隊商』（La caravane du Caire, 1783年）
- ニコライ・リムスキー＝コルサコフ『ムラダ』(Mlada)